# Polák velký
Polák velký (Aythya ferina) je nápadná potápivá kachna, která hnízdí od Irska po Sibiř. Část populace táhne na zimu do subsaharské Afriky a do jižní a jihovýchodní Asie. Druh se vyznačuje výraznou pohlavní dvojtvárností. Samec ve svatebním šatu má černou hruď, nápadně rezavý krk a hlavu a červenohnědé duhovky, což zřetelně kontrastuje se zbytkem světlého těla. Samice má hnědé opeření s nepravidelným stříbrným rozpitým proužkováním. Hnízdní stanoviště druhu představují mělké rybniční a jezerní břehy a ostrůvky porostlé vegetací jako jsou rákosiny a ostřice. Jedná se o všežravou kachnu, požírá rostliny, vodní bezobratlé včetně korýšů a mlžů, i malé obratlovce jako jsou ryby a obojživelníci. Zahnizďuje v dubnu až květnu. Mělké hnízdo z rostlinného materiálu staví pouze samice. Snůšku tvoří kolem 8 vajec. Samice inkubuje po dobu 24–28 dní. Výchovu mláďat zajišťuje opět pouze samice; káčata se osamostatňují po 50–55 dnech. Poprvé zahnizďuje v prvním roce života.
Od roku 2015 je druh zařazen na seznam ohrožených druhů IUCN jako zranitelný taxon, protože populace poláků velkých je na ústupu. Pokles stavů má hned několik příčin. K těm patří degradace habitatu (např. ve střední a východní Evropě jde o intenzivní management rybníků, jehož následkem dochází k likvidaci hnízdního habitatu a nárůstu hustoty obsádky kaprů, kteří konkurují nedospělým polákům v potravě), lov (v řadě zemí Evropy včetně Česka je polák velký stále lovnou zvěří) a predace. Lov spolu s predací vedou k nerovnoměrnému zastoupení pohlaví, což dále umocňuje klesající populační trend. Česká společnost ornitologická vyhlásila druh ptákem roku 2023.

## Systematika
Formální popis druhu vyšel v roce 1758 v 10. vydání Systema Naturae švédského přírodovědce Carla Linného. Linné druh pojmenoval jako Anas ferina. Polák velký byl později zařazen do rodu Aythya (česky polák). Rodové jméno Aythya pochází ze starořeckého slova αυθυια, aithyia, kterým se označovali ptáci žijící na moři (snad alky či kachny). Druhové jméno ferina je odvozeno z latinského ferimus, tedy „zvířecí“ či „divoký“. České druhové jméno „velký“ odkazuje k velikosti druhu, který je tak dáván do kontrastu s polákem malým, který se v Česku vyskytuje také.
Rod Aythya zahrnuje 12 druhů kachen, které jsou rozšířeny převážně po severní polokouli, několik druhů poláků obývá i polokouli jižní.

Vybraná historická vyobrazení kačerů poláků velkých
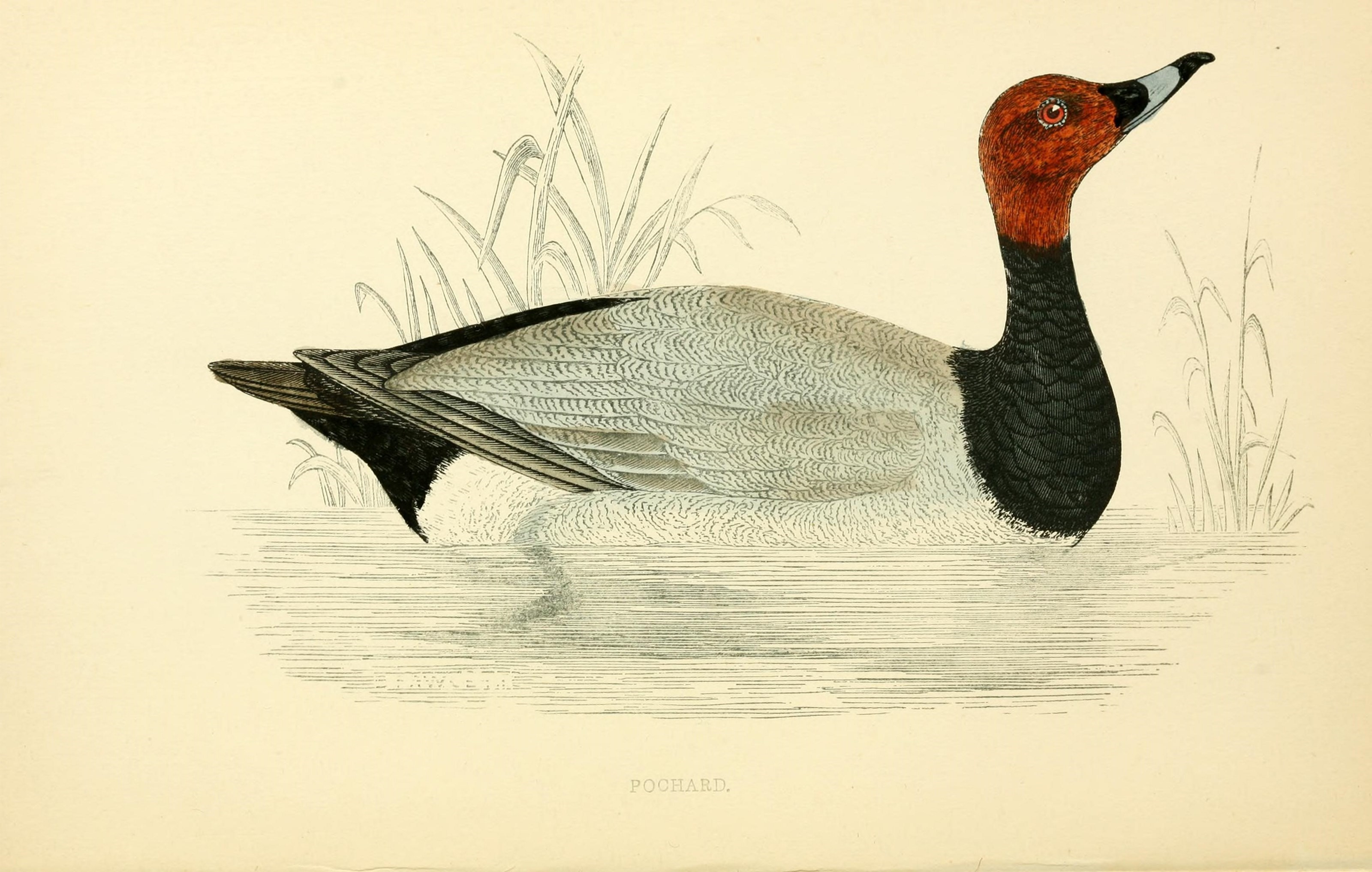
Morris, F. O., A history of British birds (~1865)
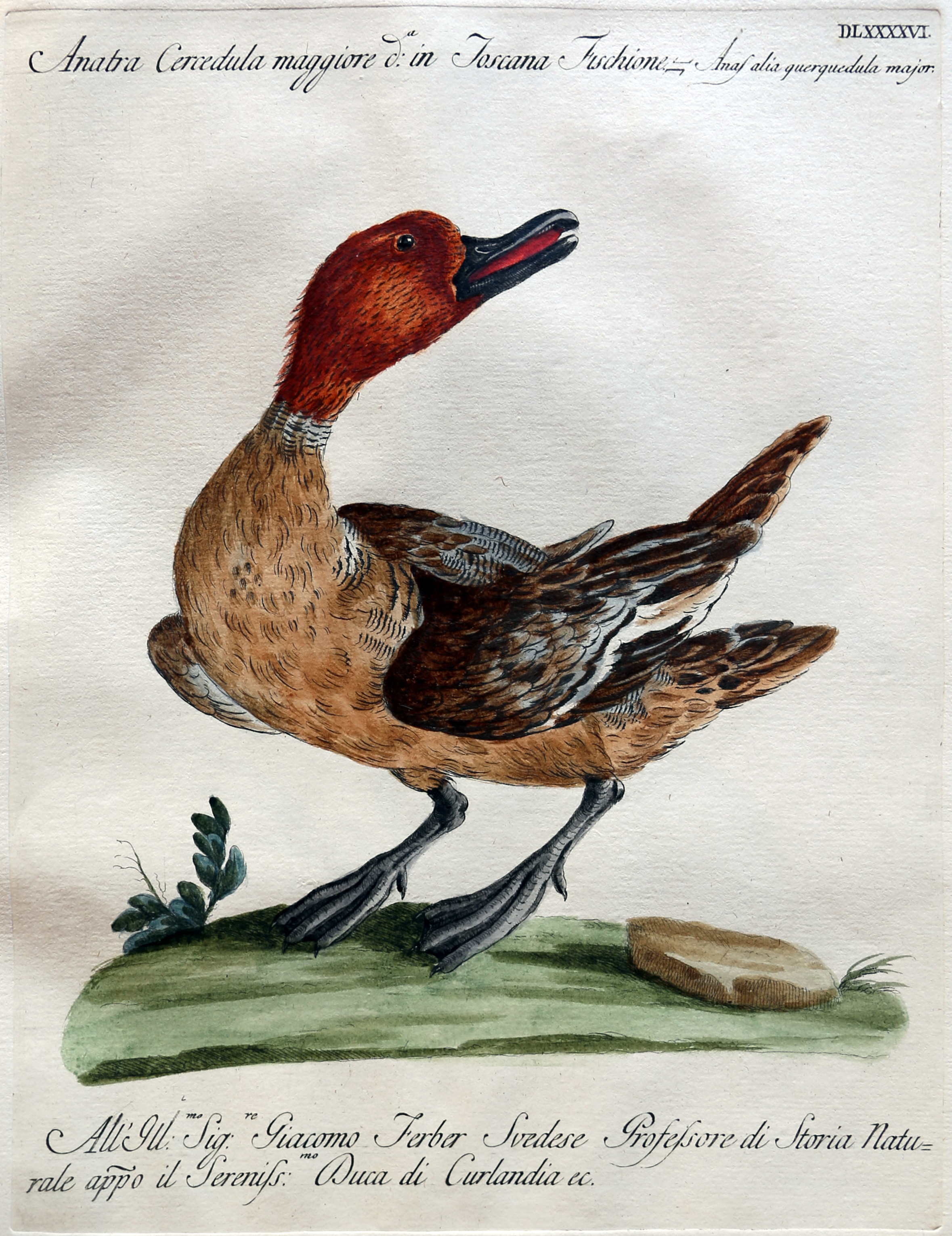
Ornithologia methodice digesta, 1767–1776
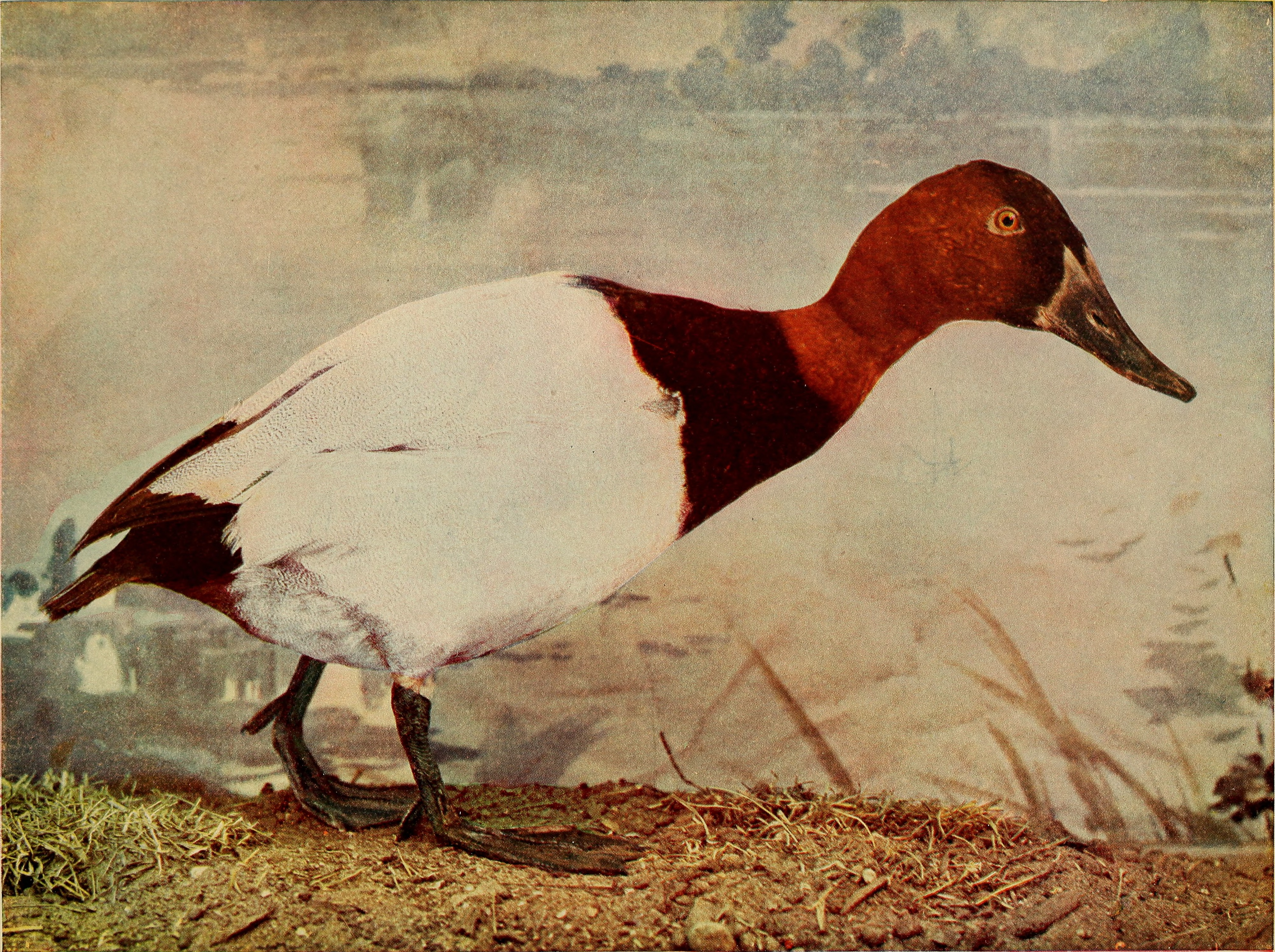
Birds and nature, 1904

## Popis
Polák velký patří k poměrně statným druhům kachen. Dorůstá délky těla kolem 46–58 cm. Délka křídla samce dosahuje kolem 22 cm, u samice kolem 21 cm. Zobák samce měří 45–51 mm, samice 43–47 mm. Samec váží kolem 0,9–1,1 kg, samice 0,9–1 kg. Polák velký má silné tělo, krátký ocas, dlouhý krk a dlouhý zobák s prohnutým slemenem.

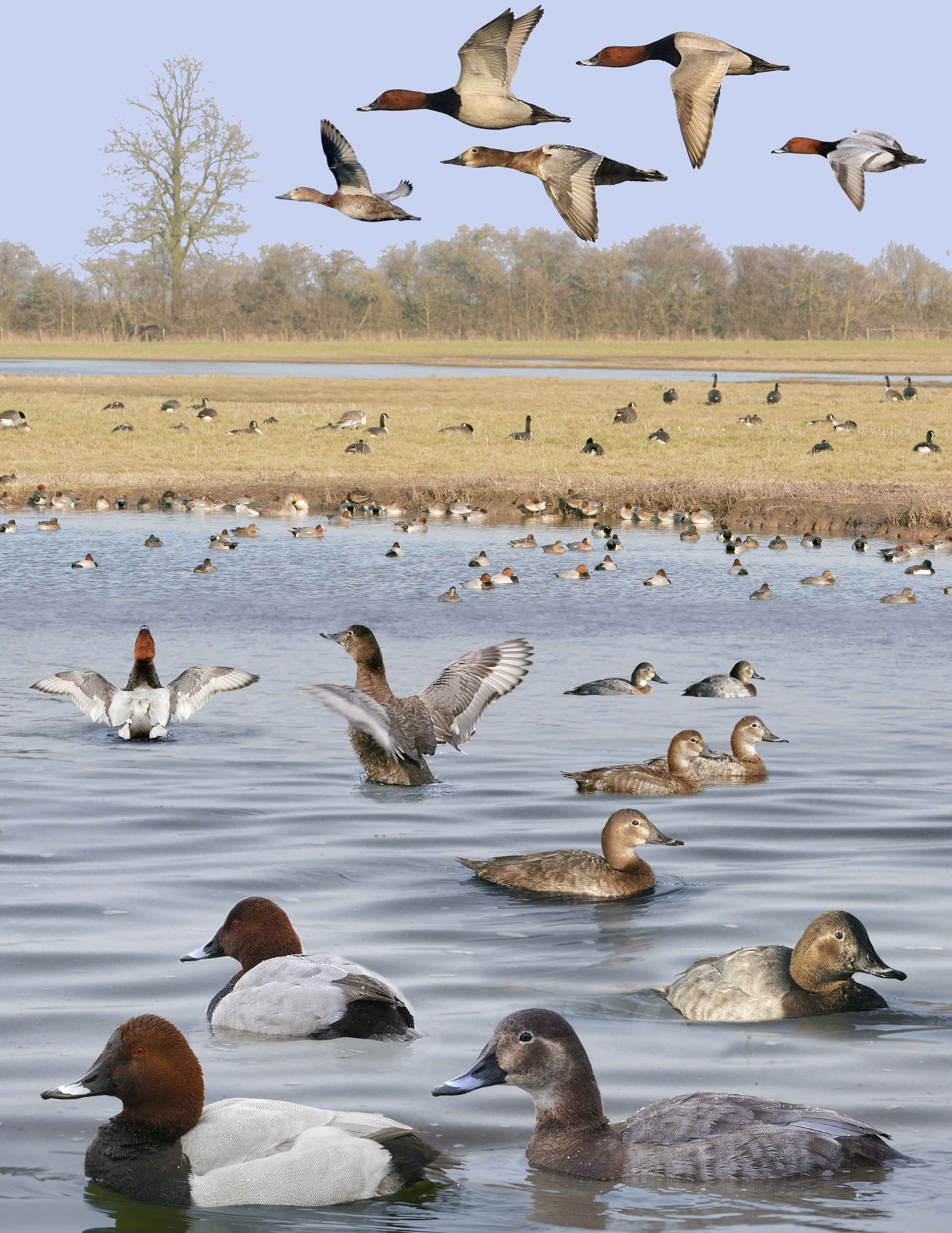
Koláž samců a samic v různých pozicích pro snadnou identifikaci v terénu

Samec ve svatebním šatě má kaštanovou či rezavou hlavu a krk a černou hruď. Hřbet, křídla, spodina a boky jsou převážně bílé, přičemž na břichu se mohou objevit černé proužky různé tloušťky. Spodní část hřbetu, kostřec a ocas jsou černé, svrchní strana předloketních letek převážně šedá, ruční letky na koncích do hněda. Duhovka je červená, nohy modrošedé, blány tmavé. Zobák je namodrale černošedý s černou špičkou a světlým příčným páskem přes střední část horní čelisti.
Samice má hlavu do hněda s tmavší korunkou a temenem. Brada, hrdlo a oční kroužek jsou do žlutohněda. Za očima se nachází nevýrazný světlý proužek. Hnědá horní část těla je stříbřitě šedě vlnkovaná, kostřec a ocas hnědočerné. Hruď je hnědá a níže na břichu a na bocích přechází do světle šedé. Svrchní krovky jsou šedohnědé, předloketní letky šedé a ruční letky tmavě hnědé. Duhovka je hnědá, nohy břidlicově šedé a blány tmavé, zobák stejný jako u samců.
Prostý šat samce silně připomíná šat samice, ale liší se žlutým až červeným zbarvením duhovky a zřetelnějším proužkováním svrchních partií. Zobák samce rovněž postrádá světlý příčný pásek přes horní čelist a je jednolitě černošedý. Juvenilní jedinec vypadá jako dospělá samice, avšak jeho spodní část těla je více tečkovaná a hlava více do červena.

## Rozšíření a početnost

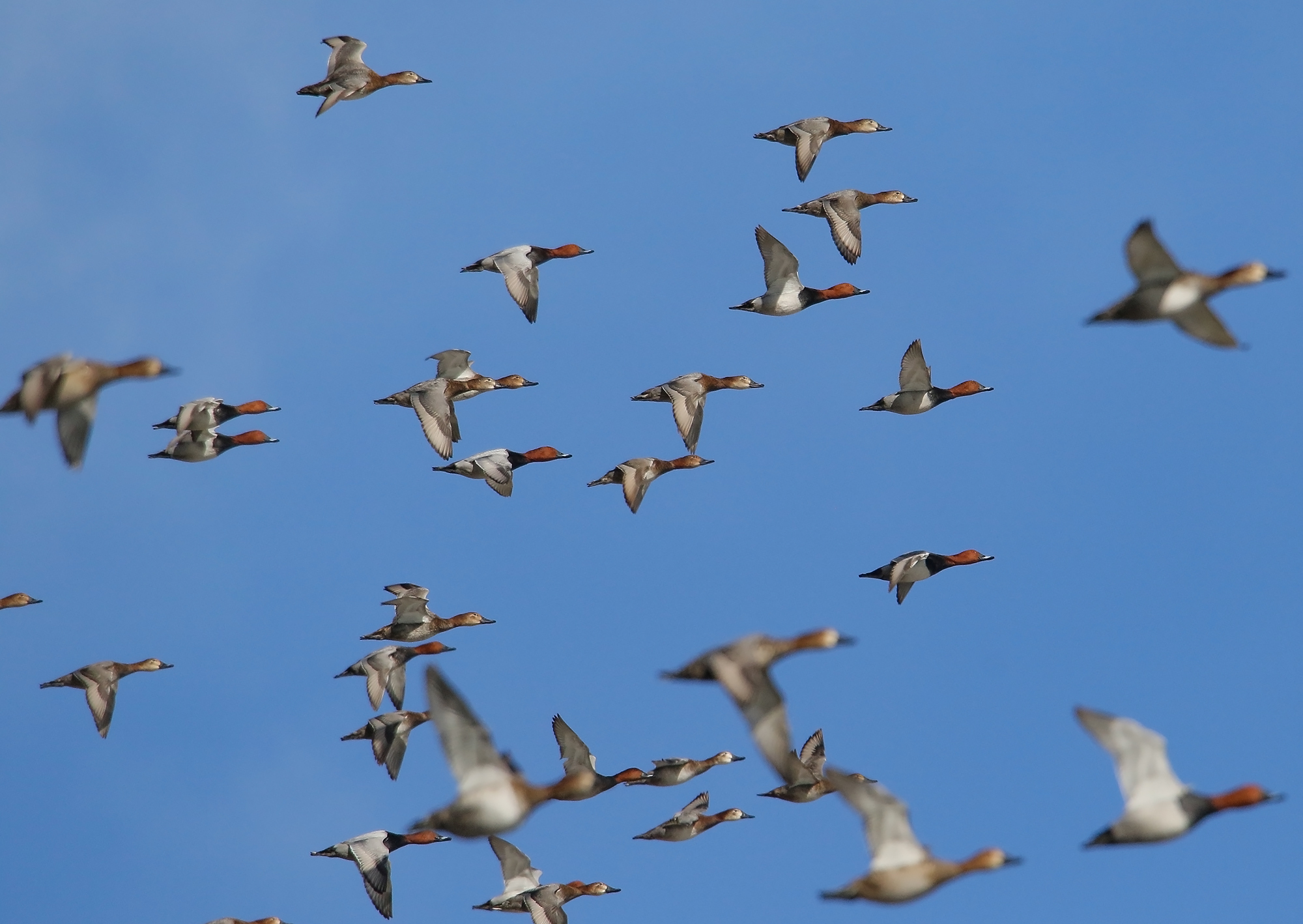
Poláci velcí v letu

Hnízdní areál poláka velkého se táhne od Britských ostrovů a západní Evropy přes Střední Asii po středojižní Sibiř a severní Čínu. Náleží mezi částečně tažné ptáky; zatímco v některých oblastech zůstávají populace po celý rok, jinde na zimu migrují do jiných oblastí. Evropské populace zimují hlavně v západní a severozápadní Evropě, východním Středomoří, Černém a Kaspickém moři, Turecku, Středním východě a subsaharské Africe. Poláci hnízdící ve východních oblastech hnízdního areálu (hlavně Rusko a Čína) zimují ve východní a jihovýchodní Asii od Indického subkontinentu po Japonsko. Podle odhadu z roku 2021 čítá globální populace poláka velkého 1,14–1,18 milionu jedinců, z čehož na evropský kontinent připadá kolem 179–302 tisíc jedinců.
Popsaný areál rozšíření však platí poměrně nedávno. Ještě v první polovině 19. století byl polák velký na evropském a území velmi vzácný. Teprve od poloviny 19. století se začal šířit do Skandinávie a východní i střední Evropy a následně i do západní Evropy přes Německo a Francii až do Velké Británie a Irska. Kolem poloviny 20. století se hnízdní areál rozšířil postupně rovněž na jih Evropy až do Středomoří. K expanzi na území Evropy patrně přispělo rychlé budování rybničních soustav na východní polovině kontinentu, omezení lovu poláků nebo rozšíření některých druhů mlžů (jako je slávička mnohotvárná), kteří patří v řadě oblastí k nejdůležitějším položkám potravy zimujících ptáků.

### Výskyt v Česku

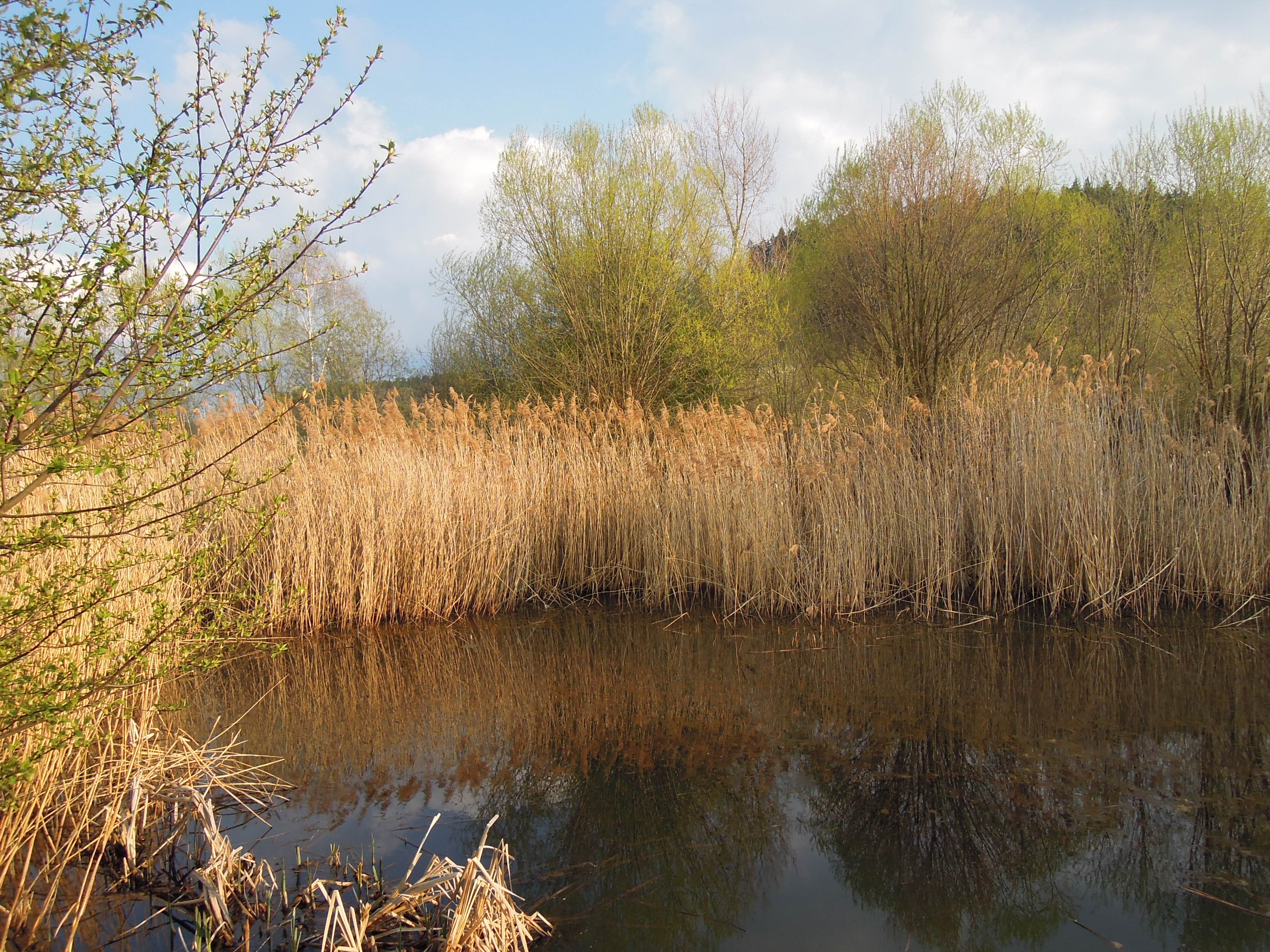
Podobné rákosiny při okrajích vodních ploch představují pro poláka velkého vyhledávaný hnízdní biotop (na fotografii přírodní památka Rákosina ve Stříteži nad Bečvou)

Až do druhé poloviny 19. století byl polák velký na českém území pouze protahujícím druhem. Do přelomu 19. a 20. století se zejména v jižních Čechách stal poměrně hojným a od 30. do 60. let 20. století obsadil v podstatě každý vhodný rybník na českém území. V průběhu 70. let 20. století stavy tohoto ptáka na českém území dosáhly vrcholu a druh byl jednou z nejpočetnějších (ne-li vůbec nejpočetnější) kachen (početně mu konkurovali pouze kachna divoká a polák chocholačka).
Tento stav lze přinejmenším částečně vysvětlit tehdejším stavem rybníků a mokřadních stanovišť, na které je polák přímo vázán. Obsádka rybníků tenkrát ještě nedosahovala takových hustot jako v posledních dobách, a rozloha mokřadních stanovišť včetně rákosin byla o poznání větší. Někdy od 70. let však začaly stavy poláků v Česku klesat. Nezačala se přitom tolik měnit rozlehlost areálu jako spíše hustota výskytu. Pokles stavů se přičítá zejména změně managementu rybníků. V minulosti při odbahnění rybníků byl vybraný materiál z rybničního dna nahrnut do středové části rybníka, kde brzy zarostl litorální vegetací a poskytl polákům nové hnízdní příležitosti. Tato praxe se však v poslední třetině 20. století začala měnit a materiál ze dna rybníků začal být nahrnován na jeho okraje, čímž poláci nejenže přišli o hnízdní habitat na rybničních ostrůvcích, ale mokřadní vegetace (rákosiny, ostřicové porosty apod.) při krajích rybníka byla zavalována bahnem, které brzy zarostlo náletovými dřevinami, takže polákům začal rapidně ubývat ideální hnízdní habitat. Další výraznou změnou bylo zavedení praxe plošných kapřích obsádek, která v českých rybnících způsobila prudký nárůst populace kaprů, představujících přímé potravní konkurenty poláka velkého (a dalších kachen). Kritický problém nastává hlavně u mláďat, která jsou životně závislá na výživné živočišné stravě, jež se díky extrémní hustotě kaprů v rybnících vyskytuje v minimálním množství. Vedle těchto problémů populace poláka velkého klesá i následkem intenzifikace zemědělství, zarůstání mokřadních biotopů náletovými dřevinami a fragmentace krajiny, resp. izolací rybníků od okolního prostředí a zániku postupného přechodu mezi vodními plochami a okolní vegetací. Klesající trend druhu se po roce 2000 začal ještě více zrychlovat. Odhaduje se, že u české populace poláka velkého došlo mezi lety cca 1980–2022 k poklesu stavů o 60 %.

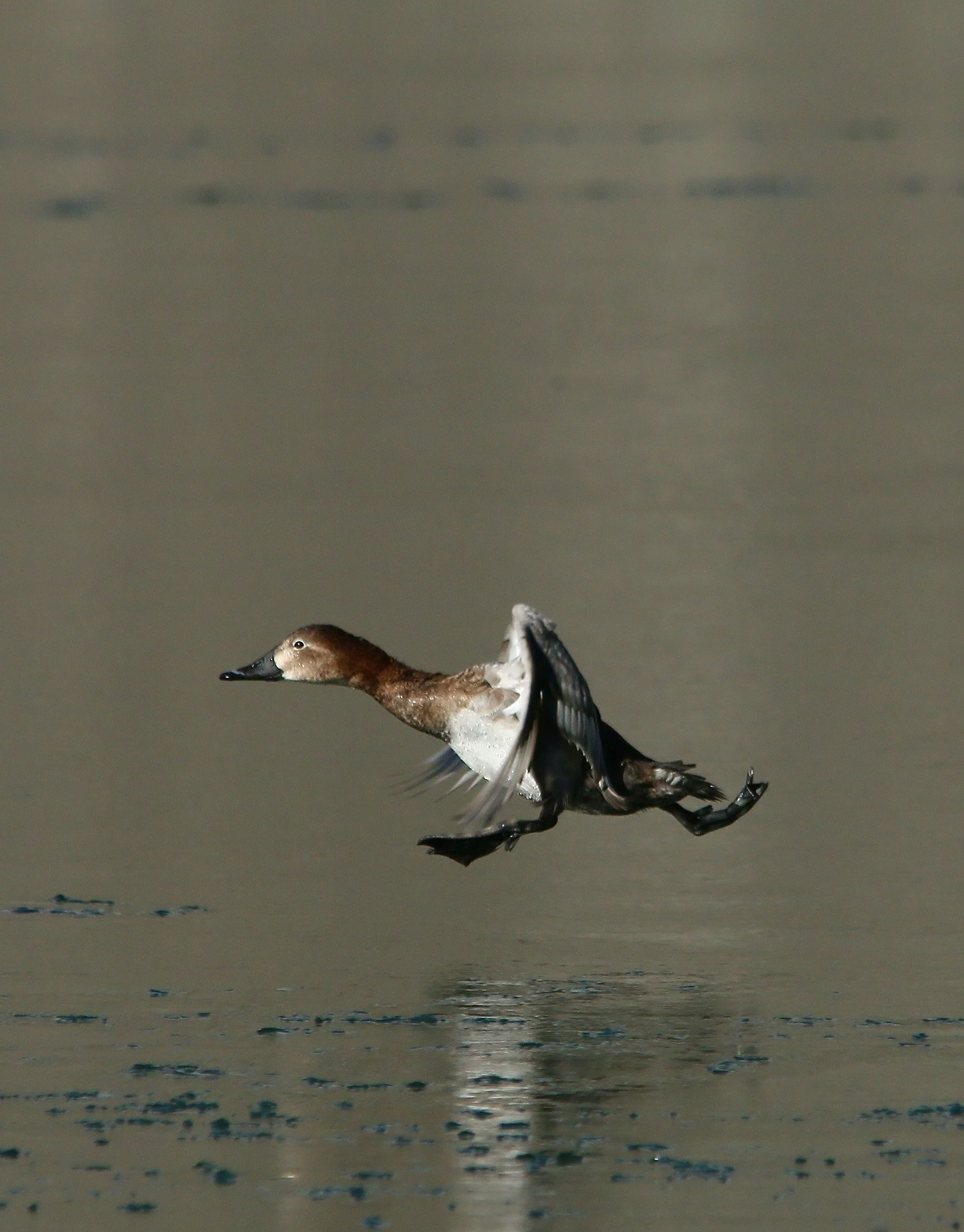
Samice přistávající na vodní hladině

Na českém území polák velký nejen hnízdí, pravidelně a početně na něm i zimuje a protahuje. Každým rokem v Česku hnízdí zhruba 7–14 tisíc párů. Podle údajů z let 2018–2022 kolem 2300–3400 jedinců v Česku zimuje. Od roku 2012 jsou nejvyšší stavy poláků velkých zaznamenávány na Novomlýnských nádržích, které hostí kolem 39–71 % české populace. V době zimování druh v Česku vedle rybníků obývá i průmyslové vodní plochy typu zatopených dolů po ukončení těžebního cyklu. K roku 2023 polák velký přes veškerý dosavadní pokles představoval po kachně divoké nadále jeden z nejpočetnějších druhů kachen na území Česka.

## Biologie
Typický habitat druhu tvoří mělké, sladkovodní, stojaté nebo pomalu tekoucí vody jako jsou rybníky, jezera, močály či pomalu tekoucí řeky s bohatou litorální vegetací. Poláci se občas vyskytují i na brakických či dokonce slaných vodách v krytých zátokách. I přes preferenci husté vegetace poláci potřebují zároveň alespoň část otevřené, nezarostené vodní plochy, na které by vzlétali a přistávali. Jedná se poměrně o tichou kachnu, k vokalizace dochází hlavně během toku (viz kapitola Hnízdění).
K pelichání dochází po skočení doby hnízdění. Zatímco samci se na pelichaniště odebírají už počátkem hnízdní sezóny, samice až po jejím skončení. Poláci stejně jako všichni vrubozobí přepeřují najednou všechny letky, takže v době přepeřování nejsou schopni letu, což si žádá pobyt na pelichaništích s koncentrací bohatých zdrojů potravy. Tradiční česká pelichaniště kdysi představovaly Lednické rybníky, kam se ještě v 60. letech každoročně stahovalo kolem 3000 poláků, avšak po zhoršení kvality tohoto stanoviště je většina českých ptáků nucena odlétat pelichat na zahraniční stanoviště. K přirozeným predátorům poláka velkého patří šelmy (např. liška obecná, kuny) a draví ptáci (moták pochop).

### Potrava a ponořování
Stejně jako pro všechny poláky je i pro poláka velkého typické potápění s charakteristickým „nadskočením“. K tomu dochází proto, že poláci na rozdíl od některých jiných potápivých ptáků (např. kormoránů) nevytlačují před potopením z plic vzduch a pro překonání vztlaku využívají čistě fyzikálních principů spolu se silnýma nohama. Odskočení od vodní hladiny a „hození šipky“ jim tak pomáhá dostat tělo pod vodu využitím váhy vlastního těla. K ponořování je polák uzpůsoben i morfologicky. Má zúženou pánev, krátké stehenní kosti i běháky a prodloužené holenní kosti. Tyto zvláštnosti mu umožňují dobrou manévrovatelnost pod vodou, kde se pohybuje pouze pomocí silných blanitých nohou, zatímco křídla drží těsně u těla.
Pod vodou požírá zejména některé druhy měkkýšů, vodní rostliny, malé druhy rybek a jiné menší obratlovce, nad vodou vyhledává převážně vodní hmyz, semena, oddenky, kořínky a trávu. Polák typicky zůstává pod vodou 15–30 vteřin. V létě patří k hlavním potravním zdrojům bezobratlí živočichové, kteří poskytují káčatům i dospělcům potřebnou vysoce výživnou stravu. K těmto bezobratlým patří např. larvy chrostíků nebo pakomárovitých. Hlavně na zimovištích poláci hojně požírají i mlže. Např. na řece Rýn tvoří jasně dominantní složku zimujících poláků invazivní druh mlže slávička mnohotvárná.
Potravu ze dna vodní plochy hledá hlavně pomocí svého citlivého zobáku a silného jazyka s hmatovými tělísky. Polák se potopí, nabere do zobáku substrát ze dna (typicky bahno) pomocí podtlaku vytvořeného silným jazykem, kterým poté nahmatá potravu, načež vytlačí nestravitelné části přes tenké rohovité lamely vyrůstající z okrajů obou čelistí. Tyto lamely připomínají jakési tenké zoubky a jsou typické i pro ostatní vrubozobé. Zmíněný způsob hledání potravy polákům přijde vhod hlavně v zakalených rybničních vodách nebo při krmení v noci, kdy nelze použít k hledání potravy zrak.

### Hnízdění

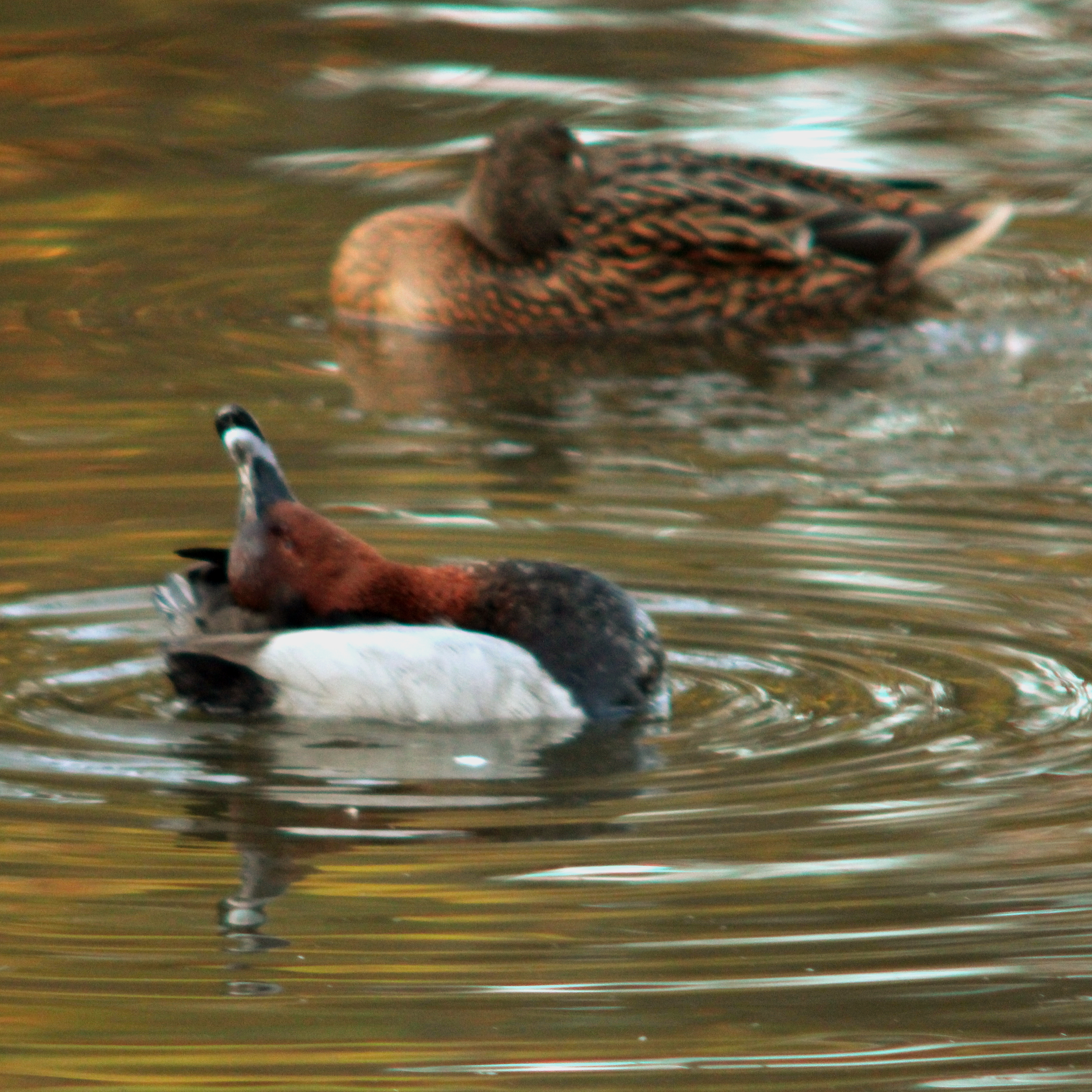
Typickou vizuální součástí námluv je samec dotýkající se kostřece svým temenem hlavy

Poláci velcí poprvé zahnizďují v prvním roce života. Na hnízdiště se stahují někdy od počátku března do počátku května v závislosti na lokaci – v jižních, teplejších oblastech se tento proces typicky odehrává dříve než na severně položených hnízdištích. Samotné hnízdění začíná v dubnu či květnu, opět v závislosti na lokaci. Do Česka se poláci velcí vrací v dubnu a zahnizďují v květnu. K utváření páru dochází již na zimovištích, avšak tok může probíhat i na jaře po příletu na hnízdiště. Námluvy doprovází řada vizuálních a vokálních signálů. K těm patří „házení“ samce hlavou dozadu s častým dotykem temena v oblasti kostřece za doprovodu hvízdavého víju. Samice podněcují samce k pózování pomocí pohybů do stran a horizontálního natahování krku za výrazného zvuku errrr. Obě pohlaví vydávají v době námluv hlasité 3–4 slabičné krátké výrazné hvízdavé ki-ki-ki(-ki). Samice v letu vydává rovněž chraplavé vrčivé a opakované brre-á. Stavbu hnízda, inkubaci i výchovu mláďat obstarává pouze samice. Ta během hnízdění nevykazuje známky teritoriality, a tak hnízda poláků mohou být natěsnána i jen několik metrů od sebe, čímž vznikají volné kolonie.

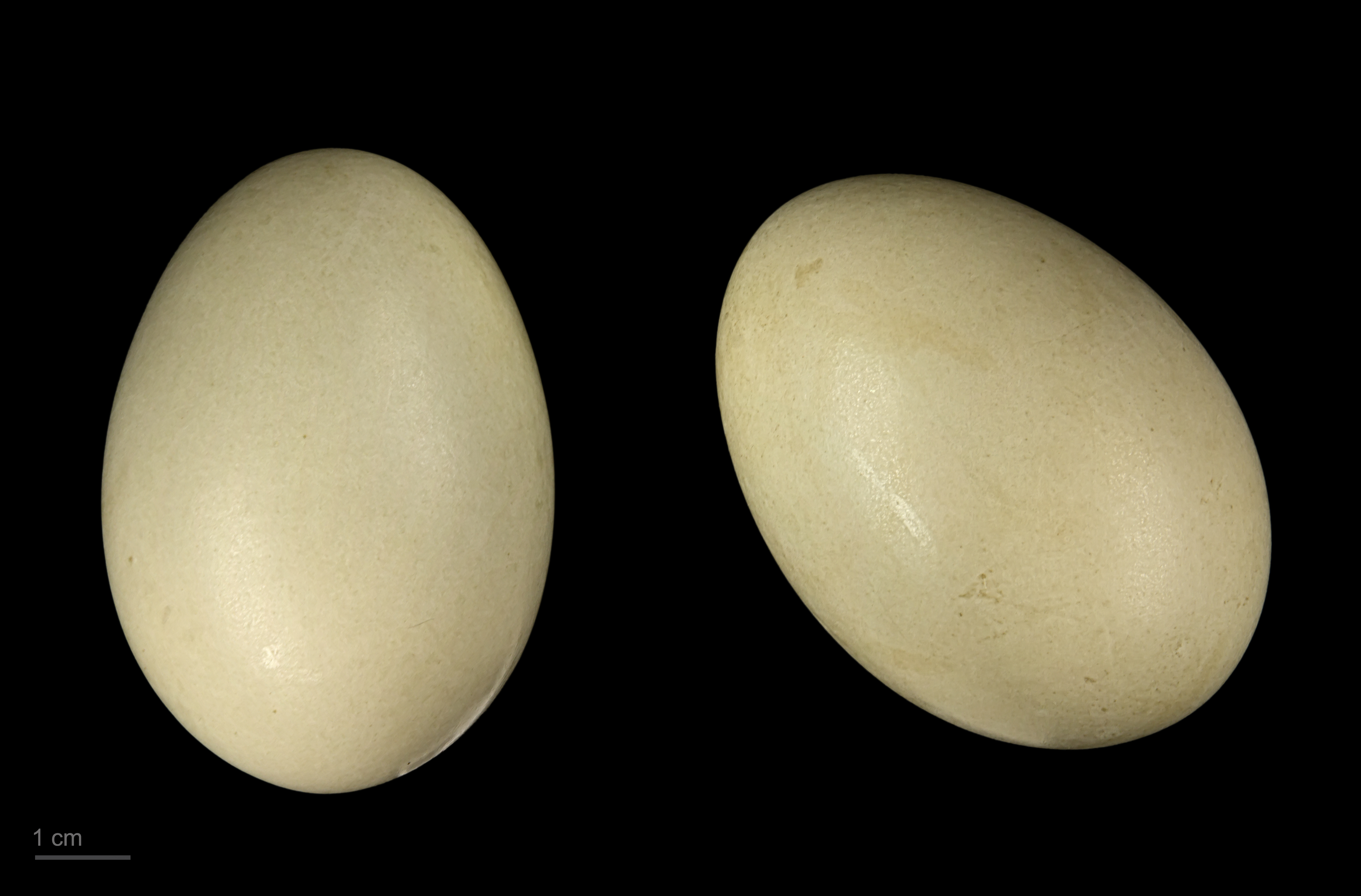
Vejce poláků velkých

Hnízdo z rostlinného materiálu má tvar mělkého talíře. Bývá stavěno v hustém porostu rákosin, ostřic či podobné vegetace. Jako stavební materiál slouží jemné části vodních rostlin z bezprostředního okolí. Hnízdo je poměrně masivní a postupně se při jeho okrajích vytváří prachový val. Vnější průměr hnízda bývá 29–49 cm, vnitřní kotlinka má v průměru kolem 13–24 cm, hloubka hnízda dosahuje 3–14 cm.
Hnízdo bývá umístěno na mělké vodě o hloubce do cirka 30 cm. Snůšku tvoří 6–9, nejčastěji kolem 8 vajec. Vejce jsou tmavě zelenavě nebo žlutavě šedá. Typický rozměr vejce je 59 × 43 mm, váha se pohybuje kolem 59 g. Interval kladení vajec je jeden den. První nakladená vejce jsou zahřívána jen natolik, aby byla zajištěna jejich životaschopnost, s řádnou inkubací samice začíná až po nakladení posledního vejce, čímž se zajišťuje synchronní vyklubání mláďat. Samec se v počátcích hnízdění zdržuje poblíž hnízda, avšak nedlouho poté, co samice začne s inkubací, odlétá na pelichaniště. Samotná inkubace trvá kolem 24–28, v průměru 25 dní. Během této doby samice opouští hnízdo pouze za účelem krmení, které nastává nanejvýš 3× denně po maximálně 1 hodinu. Mláďata opouští hnízdo do několika hodin od vylíhnutí. V následujících 50–55 dnech zůstávají v těsné blízkosti samice, která jim pomáhá shánět potravu a poskytuje jim ochranu před predátory a nepříznivými povětrnostními vlivy.

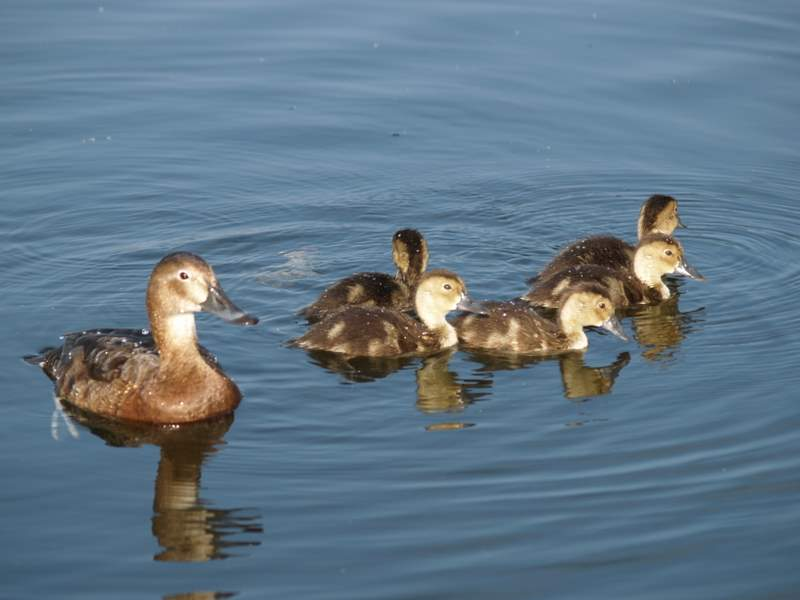
Samice s mláďaty

Podle dat z Třeboňska hnízdní úspěšnost silně ovlivňuje umístění hnízd poláků. Nejlepší vyhlídky na úspěch mají hnízda postavená v husté vegetaci zaplavených ostrůvků v hlubší vodě. Zatímco hlubší voda chrání hnízda před suchozemskými predátory, hustá vegetace ochraňuje snůšku před dravými ptáky. U poláků velkých je poměrně běžný vnitrodruhový hnízdní parazitismus. Samice po nakladení snůšky může snést další vejce do snůšek jiných samic téhož druhu, aby tak zvýšila šance na vyvedení vlastních potomků. Během terénního výzkumu v CHKO Poodří bylo zjištěno, že 39 ze 42 zkoumaných hnízd obsahovala parazitické vejce (tzn. vejce od jiné samice poláka). Ze 432 zkoumaných vajec bylo 162 vajec parazitického původu a průměrná snůška v jednom hnízdě čítala 10 vajec, z čehož průměrně pouze 6 patřilo inkubující samici.
Jedna z antipredačních strategií některých druhů kachen je výběr hnízdiště v těsné blízkosti agresivnějších druhů ptáků, jako jsou menší druhy racků. Hnízdiště poláků velkých jsou spojována s koloniemi racků chechtavých. Experimenty bylo prokázáno, že při hnízdění poláků v blízkosti racků chechtavých je predace hnízd poláků nižší ve srovnání s hnízdišti nacházejícími se mimo racčí kolonie. Ve volné přírodě se samice dožívají kolem 6 let, samci o něco déle. Podle dat z databáze kroužkovaných ptáků v Evropě je věk nejstaršího zaznamenaného ptáka 23 let.

## Ohrožení a ochrana

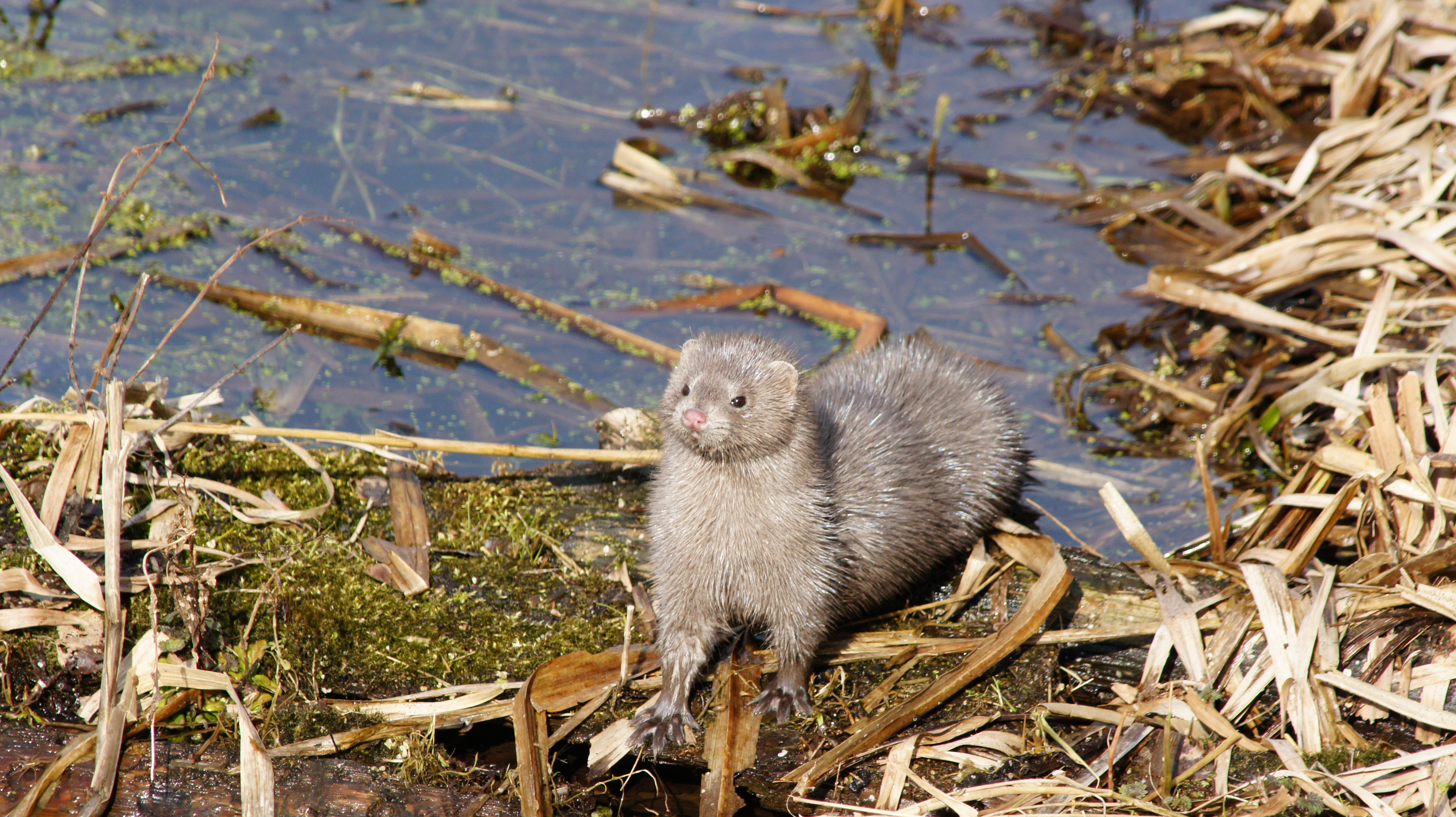
Norek americký patří v Evropě k invazivním druhům, který s oblibou hoduje na hnízdech poláků velkých (fotografie z Polska)

Mezinárodní svaz ochrany přírody ve své zprávě z roku 2021 druh hodnotí jako zranitelný. Důvodem je hlavně pokles stavů evropské hnízdní i zimující populace. Zatímco evropská hnízdní populace během posledních 3 generací ustoupila o přibližně 30 %, zimující populace zaznamenala snížení stavů o 30–50 %. Příčiny tohoto úbytku jsou v zásadě dvojí, a sice přeměna původních stanovišť poláků ve střední a východní Evropě a změna chemického složení vody následkem intenzifikace zemědělství, v jehož důsledku dochází k vyplavování velkého množství chemikálií z polí do rybníků. Následkem intenzifikace zemědělství dochází i k vysoušení mokřadních habitatů, primárního habitatu poláků. K úbytku poláků velkých dochází ve 21. století i v evropském Rusku a na Sibiři. Důvodů je patrně několik. Patří k nim úbytek západoruských rybníků, které původně poskytovaly polákům vhodný hnízdní habitat, nebo již zmíněná fragmentace krajiny, resp. úbytek přechodových ploch mezi vodními plochami a okolní krajinou. Narůstající lov nebo vymizení kolonií racků chechtavých, z jejichž přítomnosti poláci těží, se patrně také podepsalo na poklesu stavů této kachny. V populaci je patrný nerovnoměrný poměr pohlaví. Při nejmenším v evropské populaci mezi poláky jasně dominují samci, kteří představují hned 72 % populace (data z roku 2017). Za hlavní příčiny lze považovat lov, který citelněji zasahuje spíše samice, a predaci, na kterou jsou náchylnější rovněž samice. Ty totiž zajišťují jak inkubaci, tak výchovu mláďat, což jsou energeticky náročné procesy, během kterých bývá samice a její potomci extrémně zranitelní a vyčerpaná samice často nenachází dostatek sil odolat predátorovi.
Nezanedbatelnou příčinou úbytku stavů druhu je již zmiňovaný lov. Podle výzkumu z roku 2019 dochází každoročně na Kavkaze, severní a střední Evropě k odstřelu kolem 30 000 poláků velkých, což představuje kolem 2 % celkové populace. Lov poláků velkých je povolen hned v několika středo– a východoevropských zemích včetně Česka. Některé místní populace poláků mohou ohrozit rovněž invazivní druhy šelem typu norka amerického, psíka mývalovitého nebo mývala severního. Mezi další hrozby u některých populací patří otrava olovem vyplývající z toho, že některé země dosud povolují používání olověných broků. Globální oteplování s sebou může přinést řadu doprovodných jevů jako je zvýšená slanost sladkovodních ploch, takže některá současná stanoviště poláků jim mohou přestat vyhovovat.
V roce 2023 Česká společnost ornitologická vyhlásila poláka velkého ptákem roku. Ornitologové tím chtěli upozornit na neutěšený stav české rybniční krajiny i na to, že v Česku tento ohrožený druh stále patří mezi lovnou zvěř.

## Chov v zoo
V České republice je polák velký chován v ZOO Tábor a ZOO Hluboká.